# La Primavera at Lago Vista
La Primavera at Lago Vista est une course cycliste américaine disputée à Lago Vista, dans l'État du Texas. Elle se déroule sur deux épreuves sans classement général

## Palmarès depuis 2008

### Première épreuve

#### Élites Hommes
| Année | Vainqueur           | Deuxième              | Troisième             |
| ----- | ------------------- | --------------------- | --------------------- |
| 2008  | Mathew Ankney       | Steve Tilford         | Scott Veggeberg       |
| 2009  | Heath Blackgrove    | Steve Tilford         | Stefan Rothe          |
| 2010  | Sean Sullivan (nl)  | David Wenger          | Heath Blackgrove      |
| 2011  | Joseph Schmalz      | Heath Blackgrove      | Ryan Dewald           |
| 2012  | Joseph Schmalz      | Heath Blackgrove      | Nathan Brown          |
| 2013  | Heath Blackgrove    | Héctor Rangel         | Matt Stephens         |
| 2014  | Heath Blackgrove    | Colin Strickland (en) | Stefan Rothe          |
| 2015  | Logan Hutchings     | Matt Stephens         | Stefan Rothe          |
| 2016  | Stefan Rothe        | Tristan Uhl           | Héctor Rangel         |
| 2017  | Mike Sheehan        | Andrew Dahlheim       | Tanner Ward           |
| 2018  | Scott Law           | Tristan Uhl           | Lucas Sebastián Haedo |
| 2019  | Eli Husted          | Michael Pincus        | Chris Tolley          |
| 2020  | Lucas Bourgoyne     | Evan Bausbacher       | Colin Strickland (en) |
| 2021  | non disputé         |                       |                       |
| 2022  | Reggie Jonaitis     | César Serna           | Evan McQuirck         |
| 2023  | Christian DesChamps | Dušan Kalaba          | Canyon Emmott         |

#### Élites Femmes
| Année | Vainqueur         | Deuxième         | Troisième        |
| ----- | ----------------- | ---------------- | ---------------- |
| 2014  | Mandy Heintz (en) | Kathryn Hunter   | Mina Pizzini     |
| 2015  | Lauren Stephens   | Sara Yancovitz   | Hannah Ross (en) |
| 2016  | Samantha Runnels  | Carolyn Defoore  | Katie Kantzes    |
| 2017  | Emily Vandyken    | Natalie Smith    | Leigh Ganzar     |
| 2018  | Katie Kantzes     | Leigh Ann Ganzar | Carolyn Defoore  |
| 2019  | Emily Vandyken    | Lauren Stephens  | Jennifer Wagner  |
| 2020  | Carolyn Defoore   | Cassie Dickerson | Amber Smolik     |
| 2021  | non disputé       |                  |                  |
| 2022  | Maeghan Easler    | Rachel Langdon   | Haley Smith      |
| 2023  | Maeghan Easler    | Katie Kantzes    | Nicole Mertz     |

### Deuxième épreuve

#### Élites Hommes
| Année | Vainqueur             | Deuxième              | Troisième                |
| ----- | --------------------- | --------------------- | ------------------------ |
| 2008  | Stefan Rothe          | Steve Tilford         | Alexander Boyd           |
| 2009  | Scott Zwizanski       | Zachary Bell          | Stefan Rothe             |
| 2010  | Kristian House        | Heath Blackgrove      | Jonathan Patrick McCarty |
| 2011  | Heath Blackgrove      | Christian Helmig      | Stefan Rothe             |
| 2012  | Tyler Jewell          | Christian Helmig      | Heath Blackgrove         |
| 2013  | Matt Stephens         | Joseph Schmalz        | Austin Vinton            |
| 2014  | Heath Blackgrove      | Zack Allison          | Steven Wheeler           |
| 2015  | Heath Blackgrove      | Mike Sheehan          | Michael Pincus           |
| 2016  | Kevin Girkins         | Grant Koontz          | Stefan Rothe             |
| 2017  | Heath Blackgrove      | Grant Koontz          | Alejandro Padilla        |
| 2018  | Colin Strickland (en) | Nicholas Torraca      | Mike Sheehan             |
| 2019  | Canyon Emmott         | Colin Strickland (en) | Matt Stephens            |
| 2020  | Stefan Rothe          | Lucas Bourgoyne       | Samuel Lear              |
| 2021  | non disputé           |                       |                          |
| 2022  | Michael Pincus        | Kuya Takami           | Chris Tolley             |
| 2023  | Canyon Emmott         | Evan McQuirck         | Doug Frenchak            |

#### Élites Femmes
| Année | Vainqueur         | Deuxième          | Troisième        |
| ----- | ----------------- | ----------------- | ---------------- |
| 2014  | Mandy Heintz (en) | Kathryn Hunter    | Sheri Rothe      |
| 2015  | Lauren Stephens   | Katie Kantzes     | Allison Atkinson |
| 2016  | Emily Vandyken    | Katie Kantzes     | Solymar Rivera   |
| 2017  | Jennifer Wagner   | Leigh Ann Ganzar  | Sheri Rothe      |
| 2018  | Leigh Ganzar      | Carolyn Defoore   | Emily Vandyken   |
| 2019  | Jennifer Wagner   | Lauren Stephens   | Emily Vandyken   |
| 2020  | Sheri Rothe       | Cassie Dickerson  | Amber Smolik     |
| 2021  | non disputé       |                   |                  |
| 2022  | Maeghan Easler    | Melanie Wong (en) | Katie Kantzes    |
| 2023  | Maeghan Easler    | Katie Aman        | Katie Kantzes    |